# Free-float
Free-float или public float публичной компании — доля акций, находящихся в свободном обращении; часть акций компании, доступная частным инвесторам, не связанным с самим эмитентом, выпускающим эти акции, и не участвующим в стратегическом контроле за предприятием.
Free float определяется как доля акций, которые держат инвесторы, за исключением:
- доли во владении инвесторов, держащих более 5 % всех акций компании (это могут быть основатели, высшее руководство, инсайдеры, стратегические держатели акций и т. д.)
- акций, имеющих ограниченное хождение (например, выданные сотрудникам)
- акций, принадлежащих инсайдерам (считается, что инсайдеры будут держать активы долгое время)

Free float считается одним из важнейших критериев для назначения цены на фондовом рынке.
Free-float — ещё один показатель рынка ценных бумаг (его часто связывают с другим показателем — ликвидностью акций). С английского языка словосочетание free float можно перевести как «свободноплавающий».
Обычно величина free-float выражается в процентах либо в денежных единицах. Низкий free-float акций свидетельствует о том, что частным лицам доступно малое количество акций для заключения сделок купли-продажи, поэтому ликвидность в этом случае будет низкой. Низкий free float может стать проблемой при организации оживлённой торговли акциями — это негатив как для частных инвесторов, так и для спекулянтов, поскольку спекулянтам будет невыгодно торговать такими акциями из-за высокого спреда и они будут нести убытки.